# Papado de Aviñón

Un mapa medieval de Roma de un manuscrito del periodo (París, Bibliothèque Nationale, MS Ital. 81, folio 18). La ilustración muestra a Roma personificada como viuda que sufre la pérdida del papado.

El papado de Aviñón (en francés: Papauté d’Avignon) fue un periodo de la historia de la Iglesia católica, entre 1309 y 1377, en el que siete obispos de Roma residieron en la ciudad de Aviñón, a saber: Clemente V (1305-1314), Juan XXII (1316-1334), Benedicto XII (1334-1342), Clemente VI (1342-1352), Inocencio VI (1352-1362), Urbano V (1362-1370) y Gregorio XI (1370-1378). A este periodo algunos historiadores católicos lo llaman el «segundo cautiverio de Babilonia». En 1378, el papa Gregorio XI retornó a Roma y allí murió. 
Los Estados Pontificios incluían entonces a la ciudad de Aviñón y al Condado Venaissin, en el sudeste de Francia. Siguieron siendo parte de dichos Estados hasta la Revolución francesa, convirtiéndose en parte de Francia en 1791.
No se puede confundir el período llamado del papado aviñonés o papado de Aviñón (1309-1377), con otro período de la historia de la Iglesia Católica, entre 1378 y 1417, conocido como el Cisma de Occidente, en el cual la Iglesia se encontraba dividida bajo dos obediencias, la del papa residente en Roma y la del antipapa residente en Aviñón.

## Antecedentes

### El enfrentamiento entre Felipe IV de Francia y Bonifacio VIII

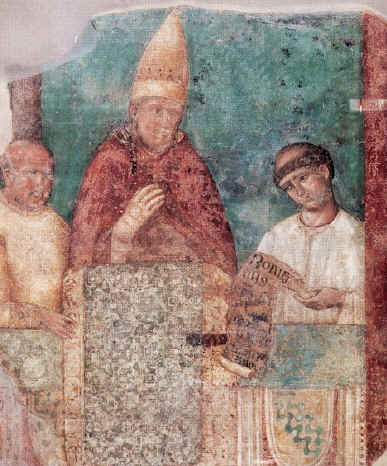
Bonifacio VIII, por Giotto di Bondone, alrededor de 1300.

El principio del siglo XIV, que sería caracterizado más tarde por calamidades como la peste negra y la Guerra de los Cien Años entre los dos principales poderes de Europa, se encontró con un papado en un momento de prestigio. El papa Bonifacio VIII (1294-1303, nacido Benedetto Gaetani), un político experimentado  era un feroz defensor de la soberanía universal del papado sobre toda la Cristiandad, como estableció el Dictatus Papae en el siglo XI. La cuestión concreta que le hizo entrar en conflicto con el rey Felipe IV de Francia era si los señores seculares podían establecer impuestos al clero. En su bula Clericis laicos (1296), Bonifacio VIII prohibía cualquier imposición sobre las propiedades de la Iglesia excepto por parte del papado, o el pago de tales impuestos. Pero solamente un año más tarde concedió a Felipe IV el derecho de recaudar impuestos entre el clero en casos de emergencia.
El gran éxito del Año Jubilar de 1300 (se cree que hasta 2 millones de peregrinos visitaron Roma) incrementó considerablemente el prestigio del papado, atrajo fondos a Roma e indujo al Papa a sobrestimar extremadamente sus poderes temporales. Después de la detención y cautiverio del obispo de Pamiers por Felipe IV, el papa en represalia emitió la bula Salvator Mundi, retractándose todos los privilegios que confirieron al rey francés los papas precedentes, y unas pocas semanas más tarde Ausculta fili con cargos contra el rey, citándole para que compareciera ante un consejo en Roma. En una afirmación atrevida sobre la soberanía papal, Bonifacio VIII declaró que «Dios nos ha situado sobre los reyes y los reinos».
Felipe IV respondió escribiendo: «Su venerable estupidez puede que sepa que no somos el vasallo de nadie en cuestiones temporales», y convocó una reunión del Estado General, un consejo de los señores de Francia, que respaldaron su posición. El rey de Francia presentó cargos de sodomía, simonía, hechicería y herejía contra el papa y lo llamó ante el consejo. La respuesta de Bonifacio fue la más fuerte afirmación hasta la fecha de soberanía papal. En la bula Unam sanctam (18 de noviembre de 1302), decretaba que «es necesario para la salvación que todas las criaturas humanas sean súbditos del pontífice Romano.» Estaba preparando una bula que excomulgaría al rey de Francia y pondría todo su reino en interdicto, y depondría a todo el clero de Francia, cuando en septiembre de 1303, Guillermo de Nogaret, el crítico más fuerte del papado en los círculos franceses, llevó un ejército a Roma, con órdenes intencionadamente ambiguas dadas por el rey para llevar al Papa, si fuera necesario a la fuerza, ante un consejo para enjuiciar los cargos presentados contra él.
Nogaret colaboró con los cardenales de la familia Colonna, rivales del Papa desde hacía mucho tiempo, y contra los que el Pontífice había predicado incluso una cruzada con anterioridad durante su papado. En 1303 tropas de franceses e italianos atacaron al Papa en Anagni, su ciudad natal, donde se había refugiado, y allí lo tomaron prisionero. Fue liberado tres días más tarde por la población de Anagni. A este acontecimiento se le llama el atentado de Anagni. Bonifacio VIII, entonces de 68 años de edad, debido a las heridas y malos tratos de sus captores, murió unas pocas semanas más tarde.

### El control del rey francés sobre el papado
La muerte del papa Bonifacio VIII privaba al papado de su político más competente que podría enfrentarse al poder secular del rey de Francia. Después del papado conciliador de Benedicto XI (1303-04) envenenado por orden del rey de Francia, Clemente V (1305-1314) se convirtió en el siguiente Pontífice, era originario de Gascuña, en Francia meridional.
Clemente V fue elegido por un cónclave celebrado en Perugia, pero él mismo era obispo de Burdeos y no se encontraba en Italia en el momento de su elección. Elevado al trono de Pedro por las presiones del rey de Francia, Clemente estuvo durante todo su pontificado sujeto a los deseos de Felipe IV, apenas coronado, su primer acto fue el nombramiento de nueve cardenales franceses cercanos al monarca francés. Convertido en una mera herramienta en manos del rey de Francia, anuló (para el territorio francés) en 1306 las sentencias eclesiásticas que Felipe IV consideraba contrarias a sus intereses, especialmente las bulas "Clericis laicos" y "Unam Sanctam" que había promulgado Bonifacio VIII. Por presiones del rey francés accedió no trasladarse a Roma y estableció su corte en Aviñón que estaba rodeada por las tierras del Condado Venaissin, formalmente era parte del antiguo reino de Arlés, pero en realidad estaba bajo la fuerte influencia del rey francés. 
En esta situación de dependencia de Francia, tres principios caracterizaban la política de Clemente V: la supresión de los movimientos heréticos (como el catarismo en Francia meridional); la reorganización de la administración interna de la Iglesia; y la conservación de una imagen no empañada de ésta como el único instrumento de la voluntad de Dios en la tierra. Este último era desafiado directamente por Felipe IV que presionaba para enjuiciar a su anterior adversario, el papa Bonifacio VIII, por supuesta herejía, siendo que contaba con gran influencia sobre el Colegio cardenalicio, esto podría significar un golpe severo para la autoridad de la Iglesia. Por esto gran parte de la política de Clemente V estaba diseñada para evitar un golpe semejante, lo que finalmente logró. Sin embargo, el precio fueron muchas concesiones en diversos ámbitos; a pesar de sus serias dudas personales, al final impulsó los procedimientos contra los templarios, y personalmente decidió suprimir la Orden. En 1314 el tribunal de Vienne reclamó poder sobre los templarios. El consejo, escéptico sobre la culpabilidad de la orden en conjunto, era improbable que condenase toda la orden basándose en las escasas evidencias. Ejerciendo una gran presión para obtener parte de los sustanciales fondos de la orden, el rey de Francia consiguió obtener la sentencia que buscaba. El papa Clemente V decretó la supresión de la Orden. En la catedral de San Mauricio de Vienne, el rey de Francia, y su hijo el rey de Navarra, se sentaron junto a él cuando promulgó el decreto.

### La elección de Aviñón
La inseguridad en la que se encontraba Roma fue la razón por la cual los cardenales celebraron el cónclave en Perugia, donde salió elegido Clemente V. Como se ha dicho él no estaba presente en el cónclave y pidió ser coronado, en vez de Roma, en la ciudad de Lyon. Así se hizo, pero después de la ceremonia, el papa regresó a Burdeos. 
Clemente V vio necesario reafirmar la independencia de la Santa Sede, pero a la vez mantener un contacto muy estrecho con el rey francés y con el emperador; por lo que en 1309 se trasladó de Burdeos a Aviñón que era propiedad de la casa de Anjou, soberanos de Nápoles (vasallos de la Iglesia). Además la ciudad se encontraba muy cerca al condado de Venaissin, feudo papal, adquirido por Gregorio X en 1274. Si bien no se pueden saber las intenciones del Papa Clemente V sobre el regreso a Roma, es su pontificado el que da inicio al período conocido como Papado de Aviñón.

## El papado de Aviñón

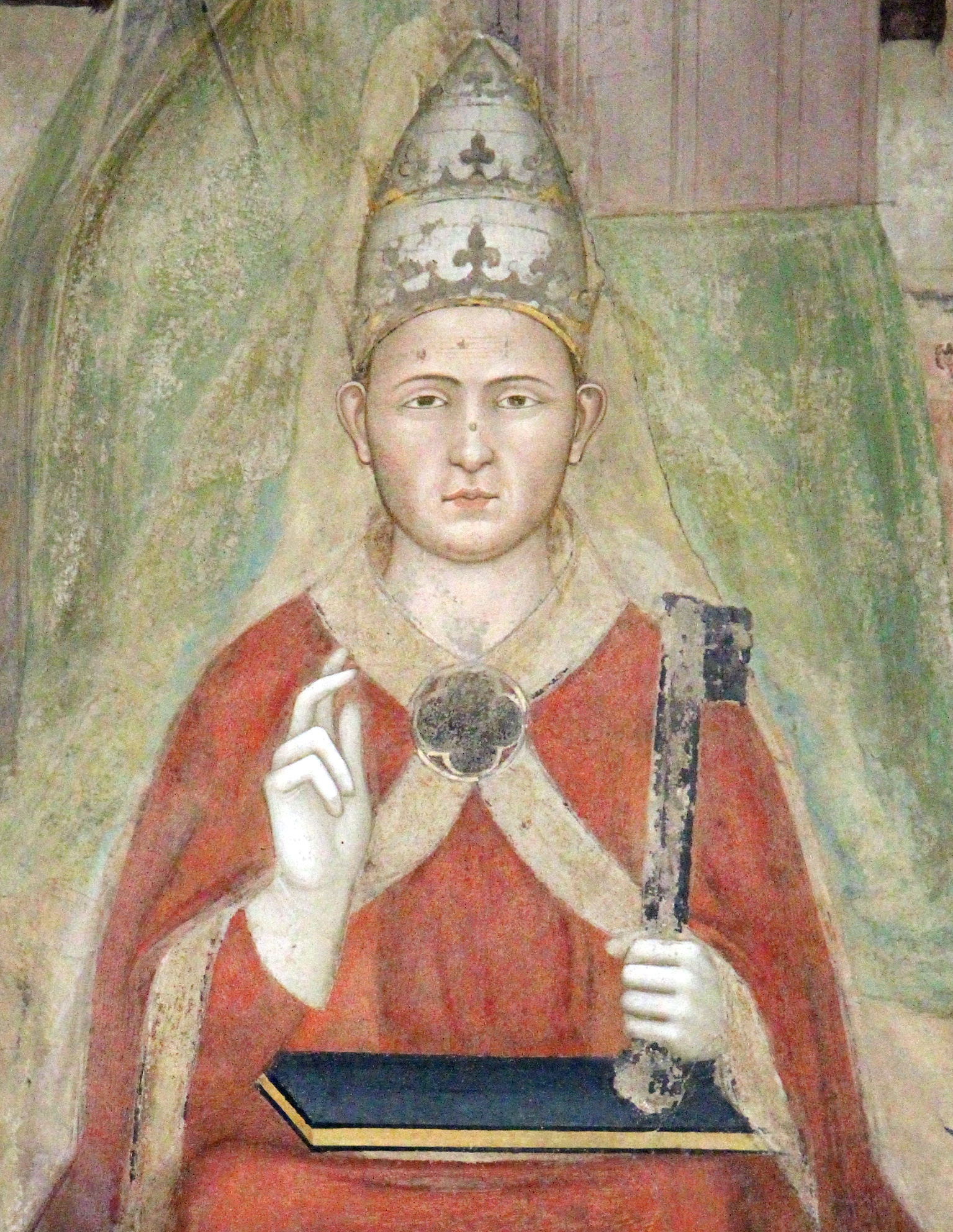
Clemente V fue el primer papa que hizo de Aviñón su residencia, aunque no con la intención de cambiar la Sede de Roma

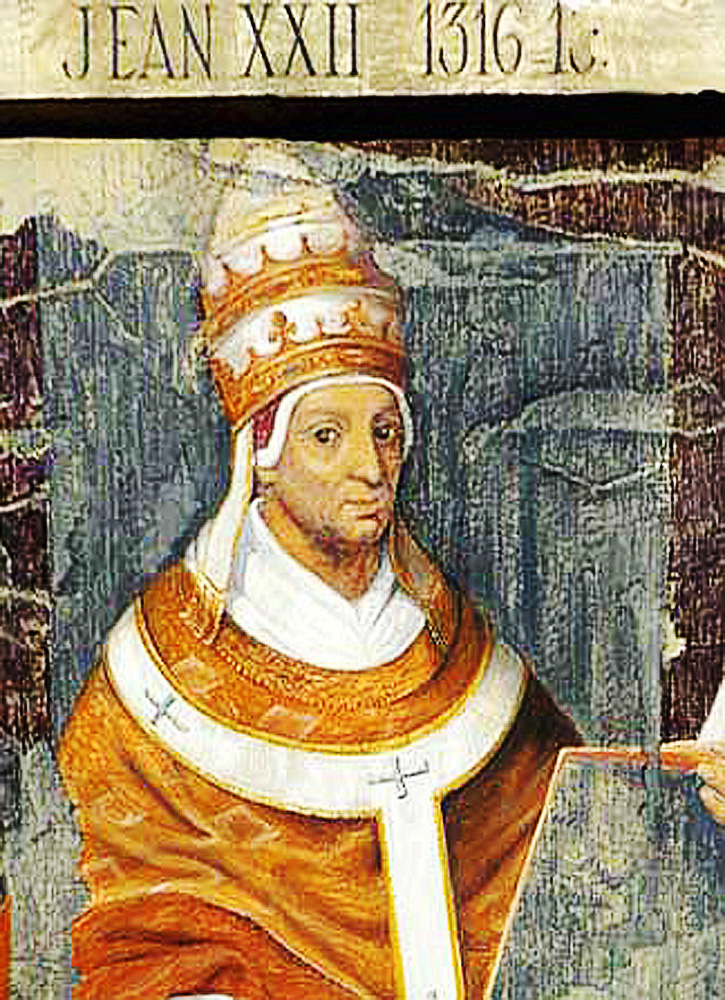
Juan XXII.

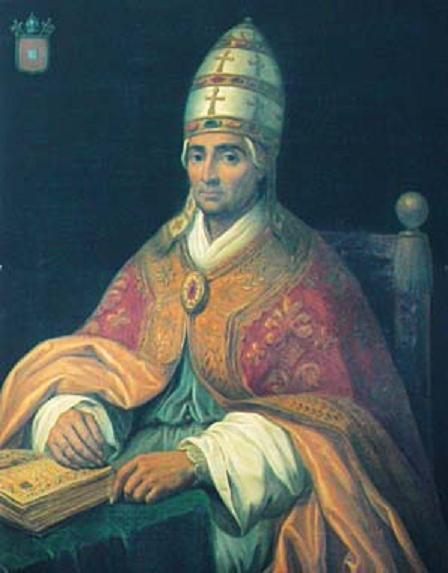
Benedicto XII.

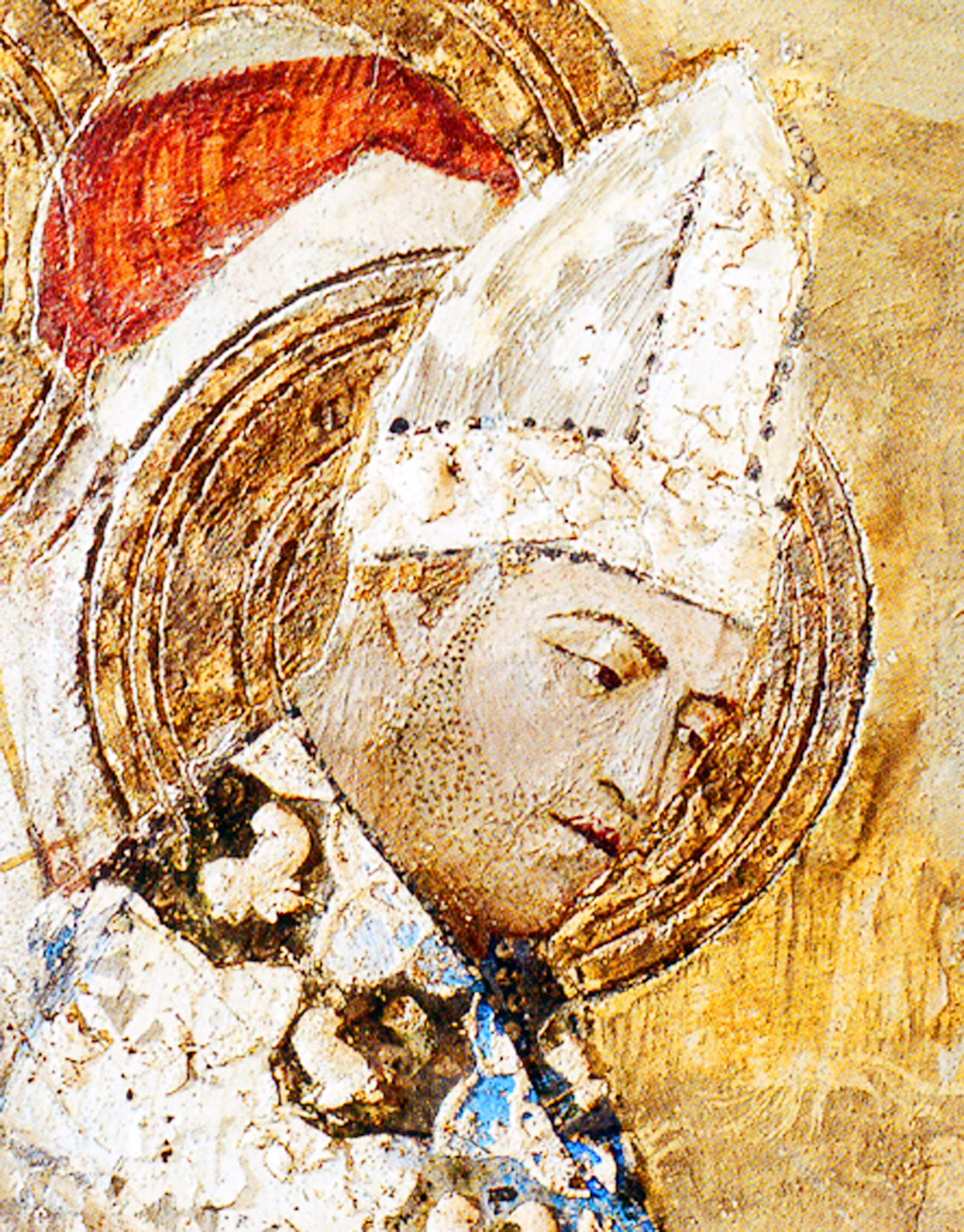
Clemente VI.

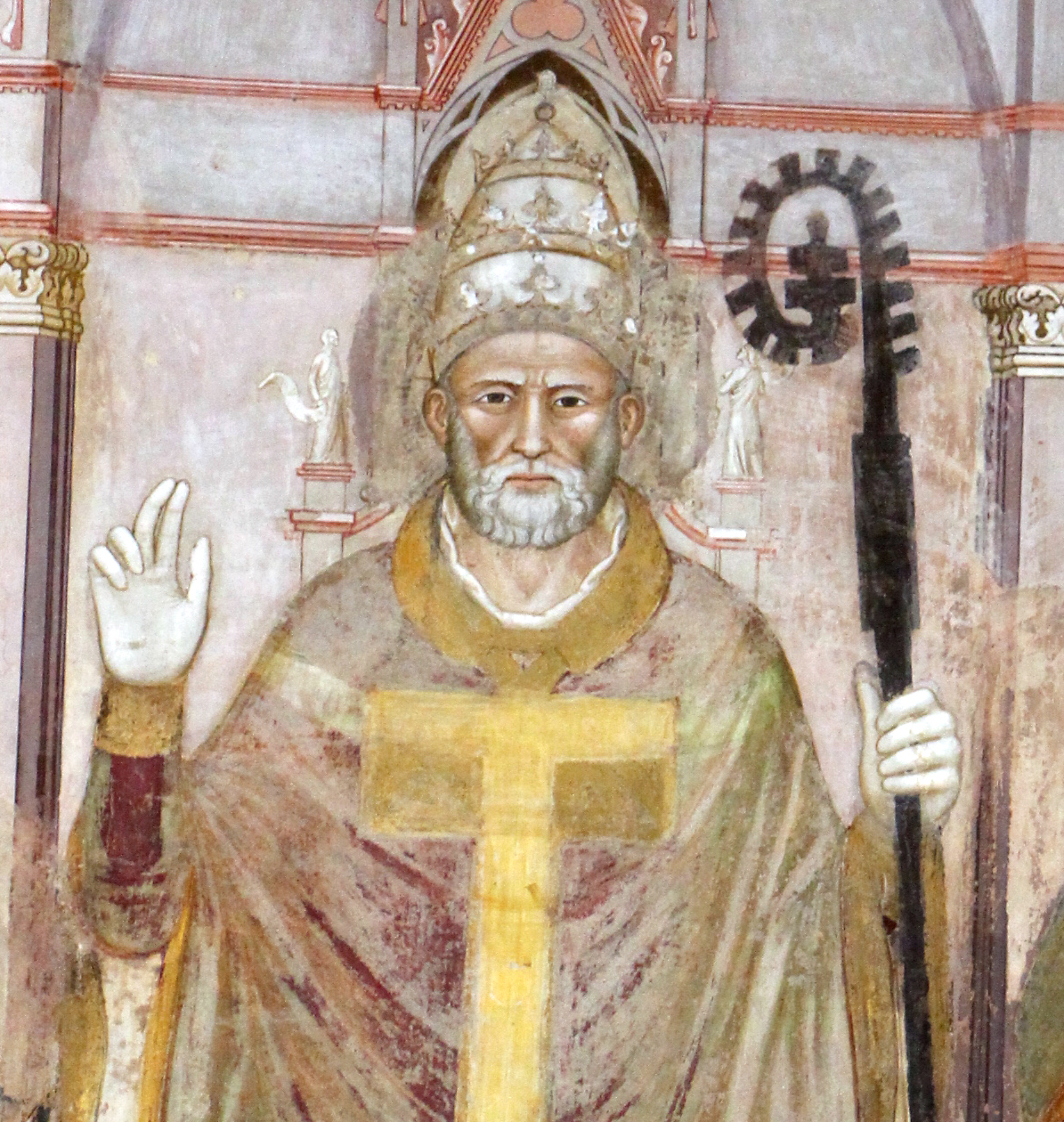
Inocencio VI.

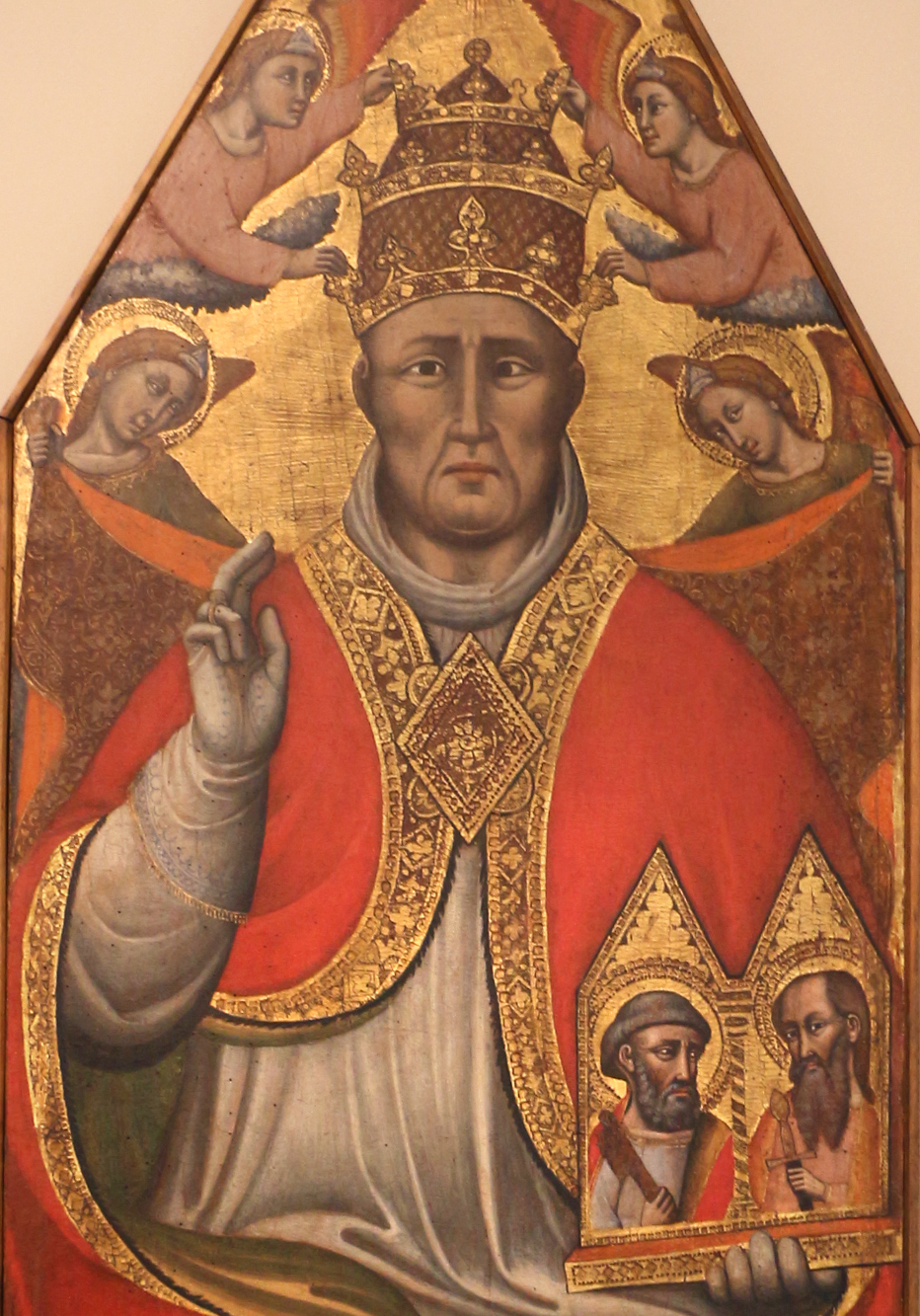
Urbano V.

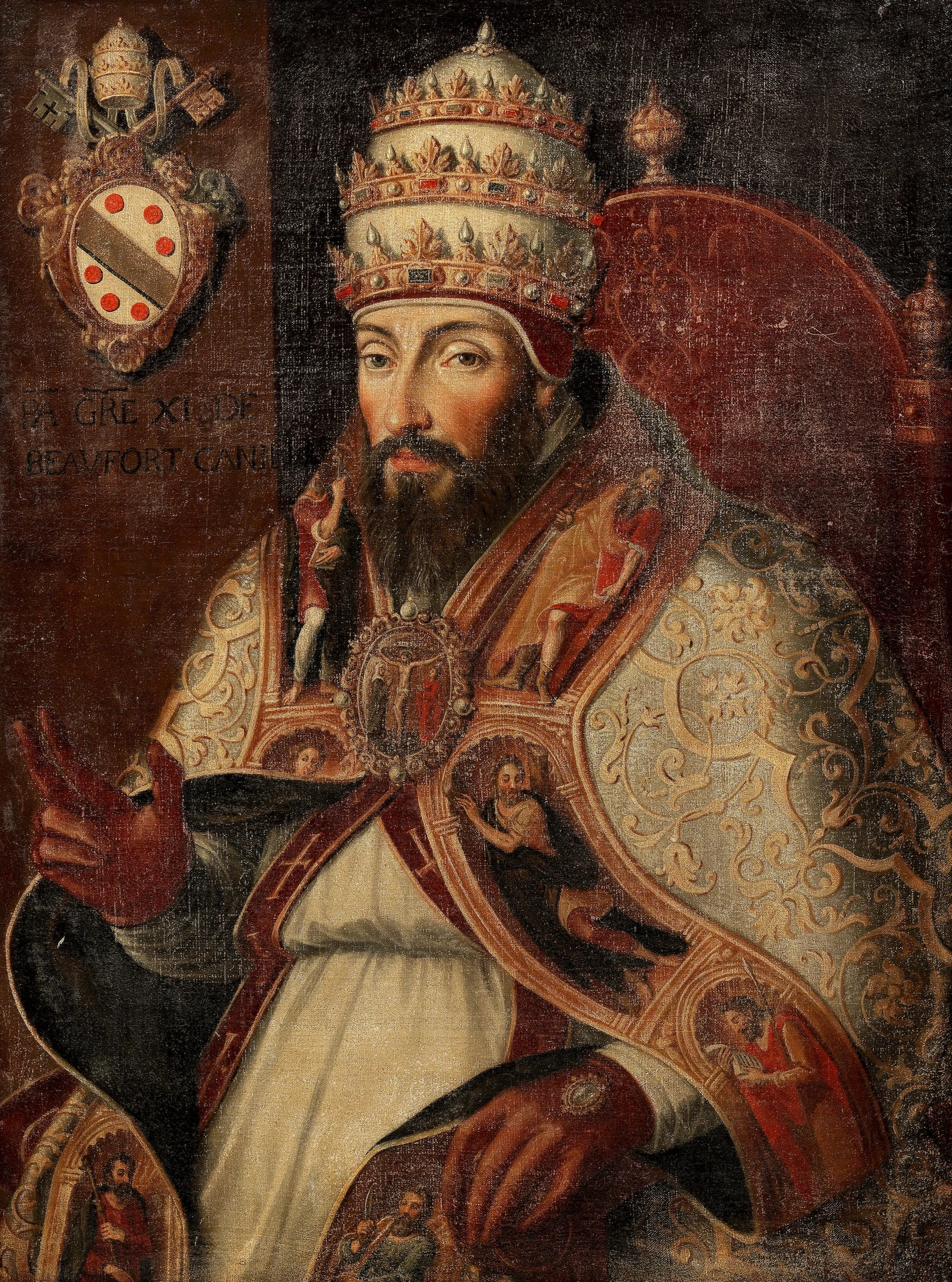
Gregorio XI fue el papa que puso fin al periodo del papado aviñonés

La continua mudanza de residencia de Clemente V no gustó a sus sucesores, puesto que la administración de la Iglesia necesitaba una sede fija. Aviñón se encontraba en una posición central en la Europa del siglo XIV. Fue el papa Juan XXII quien escogió la ciudad como su sede permanente.

### Juan XXII
El papa Juan XXII (Jaques Dueze, nacido en Cahors, y previamente arzobispo de Aviñón), llegó al trono de San Pedro por deseo del nuevo rey de Francia; Felipe V, que convocó un cónclave en Lyon, Francia, donde fue elegido su candidato.
Una cuestión importante durante el papado de Juan XXII, fue su conflicto con Luis IV, Emperador del Sacro Imperio Romano. En 1323, Juan XXII, que auspiciado por el rey francés había reclamado una especie de regencia sobre el trono alemán mientras no se solucionase la disputa entre los dos aspirantes al trono, se negó a reconocer a Luis como rey, alegando que este había asumido el título sin su confirmación negándose a coronarlo como emperador del Sacro Imperio y excomulgándolo en 1324 acusándolo de herético al haber ofrecido su protección a Guillermo de Ockham, a Marsilio de Padua y a Miguel de Cesena entre otros pensadores heréticos. Luis contestó invadiendo Italia al frente de un poderoso ejército que le permitió ocupar Roma en enero de 1328, donde fue coronado como emperador, tras lo cual depuso nominalmente al Papa acusándolo de herejía y proclamando como nuevo Papa a Nicolás V, el primer antipapa italiano de la historia. El papa Juan XXII que se encontraba en Aviñón (Francia) y bajo la influencia y protección del rey francés excomulgó al presunto nuevo Papa y a la ciudad de Roma.
El pueblo romano, oprimido por la ocupación militar de su ciudad y por la excomunión que Juan XXII había lanzado sobre la misma, se sublevó y obligó a Luis a abandonar Roma en agosto de 1328. El cisma en el seno de la Iglesia fue efímero ya que el antipapa Nicolás renunció en 1330 a su nombramiento y se sometió a Juan XXII. Este conflicto con el Emperador echó aún más al papado a los brazos del rey francés.
Buena muestra del nivel de opulencia al que estaba llegando el papado en esta época nos la ofrece el dato revelado en el mismo siglo XIV por el historiador y cronista florentino Giovanni Villani: A su muerte en 1334 este pontífice había acumulado en las arcas de Aviñón la exorbitante suma de veinticinco millones de florines de oro (tanto en moneda como en plata labrada).

### Benedicto XII
El papa Benedicto XII (1334-1342), (Jacques Fournier, nacido en Pamiers) había actuado previamente en la Inquisición en contra del movimiento cátaro. En contraste con la imagen bastante sangrienta que se ha creado en torno a la Inquisición en general, se señala que él era muy cuidadoso con las almas que examinaba, empleando mucho tiempo en los procesos. Destaca también su humildad que lo llevó a gritar "¡Han elegido a un burro!" cuando supo que había sido elegido para ocupar el trono de San Pedro. En el comienzo de su pontificado intentó fijar su sede en Roma encontrando la oposición del rey de Francia que lo impidió por todos los medios. Su interés por pacificar la Francia meridional fue también lo que le llevó a mediar entre el rey de Francia y el rey de Inglaterra, antes del estallido de la Guerra de los Cien Años.

### Clemente VI
Bajo el pontificado de Clemente VI (1342-1352) los intereses franceses empezaron a dominar a su antojo el papado. Clemente VI había sido anteriormente arzobispo de Ruan y consejero de Felipe IV, así sus vínculos con la Corte francesa eran mucho más fuertes que los de sus predecesores. En algún momento incluso financió con sus propios recursos los esfuerzos bélicos franceses por expulsar a los ingleses de Francia. Según se dice gustaba de trajes lujosos, y bajo su reinado el estilo de vida extravagante en Aviñón alcanzó nuevas cotas.
Clemente VI es también el papa que reinó durante la expansión de la Peste negra. Esta epidemia recorrió toda Europa entre 1347-1350, y se cree que mató cerca de un tercio de la población del continente. Surgió entre la aterrada población europea la idea de que los judíos eran los responsables de la peste negra, lo que suscitó linchamientos y masacres de judíos en toda Europa. El papa reaccionó enérgicamente publicando en 1348, dos bulas en las que condenaba toda violencia contra los judíos declarando que los que creían que los judíos eran responsables de la epidemia habían sido "seducidos por ese mentiroso que es el diablo" y, además, ordenó a la jerarquía de la Iglesia para que tomara las medidas necesarias para la protección de los judíos. El papa proclamó sobre la peste: «Pestilencia con la que Dios está castigando a sus gentes».
La compra que hizo de la soberanía de Aviñón por 80 000 florines a Juana de Nápoles y Provenza (9 de junio de 1348) aseguró una más prolongada estancia de la residencia papal en el extranjero. Fue por esa época que él declaró a la misma reina inocente de complicidad en el asesinato de su marido.

### Inocencio VI
El papa Inocencio VI (1352-1362), nacido Etienne Aubert, era menos sectario que Clemente VI. Estaba interesado en establecer la paz entre Francia e Inglaterra, habiendo trabajado con este fin en delegaciones papales en 1345 y 1348. Su aspecto demacrado y las maneras austeras le conferían más alto respeto por parte de los nobles en ambos lados del conflicto. Sin embargo, era también indeciso e impresionable, y anciano cuando se le eligió papa. En esta situación, el rey de Francia conseguía influir en el papado, aunque los legados papales desempeñaban papeles clave en diversos intentos de detener el conflicto. Destacadamente, en 1353 el obispo de Porto, Guy de Boulogne, intentó crear una conferencia. Después de conversaciones inicialmente satisfactorias, el esfuerzo fracasó, en gran parte debido a la desconfianza por parte de los ingleses hacia los fuertes lazos de Guy con la corte francesa. En una carta, el propio Inocencio VI escribía al Duque de Lancaster: «Aunque nacimos en Francia y aunque por eso y otras razones tengamos hacia el reino de Francia un afecto especial, sin embargo al trabajar por la paz hemos apartado nuestros prejuicios particulares e intentado servir los intereses de todo el mundo».

### Urbano V
Con el papa Urbano V (1362-70) el control de la corte francesa sobre el papado se hizo más directo. A Urbano V se le describe como el más austero de los papas de Aviñón después de Benedicto XII y probablemente el más espiritual de todos. Sin embargo, no era un estratega y hacía concesiones sustanciales a la Corona francesa especialmente en finanzas, una cuestión crucial durante la guerra con Inglaterra. En 1369, Urbano V apoyó el matrimonio de Felipe II de Borgoña y Margarita III de Flandes, en contraste con la dispensa a uno de los hijos de Eduardo III para casarse con Margarita. Esto claramente mostraba la parcialidad del papado.

### Gregorio XI
La decisión más influyente del reinado del papa Gregorio XI (1370-1378) fue el regreso a Roma en 1378. Aunque el papa era francés y todavía estaba bajo la fuerte influencia del rey francés, el conflicto creciente entre facciones amistosas y hostiles al Papa suponía una amenaza para los territorios pontificios y para la fidelidad de la propia Roma. Cuando el papado estableció un embargo a las exportaciones de grano durante una escasez de comida (1374-75), Florencia organizó a varias ciudades en una liga en contra del papado: Milán, Bolonia, Perugia, Pisa, Lucca y Génova. El delegado papal, Roberto de Ginebra, un pariente de la Casa de Saboya, inició una política especialmente cruel en contra de la liga para restablecer el control sobre estas ciudades y convenció al papa Gregorio XI para contratar mercenarios bretones. Para reprimir un levantamiento de los habitantes de Cesena, contrató a John Hawkwood, quien masacró a la mayoría de la población (se dice que fueron entre 2500 y 3500 personas).
Después de tales acontecimientos, la oposición contra el papado se fortaleció. Florencia entró en abierto conflicto con el papa, un conflicto llamado la Guerra de los ocho santos en referencia a los ocho concejales florentinos que fueron elegidos para dirigir el conflicto. Se excomulgó a toda la ciudad de Florencia y como respuesta se detuvo la exportación de impuestos clericales. El comercio quedó seriamente obstaculizado y los dos lados tenían que encontrar una solución. En su decisión de volver a Roma, el papa fue también influido por Catalina de Siena, más tarde canonizada, que predicaba en favor del regreso a Roma.
El cisma en sí terminó finalmente por una serie de concilios, que duraron hasta 1417. El establecimiento de los Consejos de la Iglesia, con el poder de decidir sobre la posición de papa, fue uno de los resultados principales del Cisma. Sin embargo, no perduró mucho más allá de 1417.

## Conclusión
La relación entre el papado y Francia cambió drásticamente a lo largo del siglo XIV. Comenzó con el conflicto abierto entre Bonifacio VIII y el rey Felipe IV de Francia, lo que impulsó al rey francés a capturar al Papa para enviarlo a Francia, si bien no lo logró ni con Bonifacio, ni con su sucesor, sus presiones lograron el ascenso de un Papa francés que si accedió a sus presiones y en especial a abandonar Roma e instalarse en las inmediaciones de Francia. Así el papado se convirtió en un vasallo cooperador de Francia de 1305 a 1342, y finalmente pasó a ser un papado fuertemente sometido al trono francés hasta 1378. Tal parcialidad del papado era una de las razones para la baja estima de la institución, que a su vez fue una de las razones para el Cisma de 1378-1417. En el periodo del Cisma, la lucha de poder en el papado se convirtió en un campo de batalla de los principales poderes, con Francia apoyando al papa en Aviñón e Inglaterra respaldando al papa de Roma. Al final del siglo, todavía en el estado de cisma, el papado había perdido la mayor parte de su poder político directo, y Francia e Inglaterra se establecieron como los principales poderes de Europa.
En conjunto no parece una exageración caracterizar al papado como una marioneta del trono francés. A pesar de esto durante su periodo de Aviñón, 1305-1378, el papado seguía sus propósitos de unir señores cristianos (por ejemplo mediando entre Francia e Inglaterra) y respaldar la posición de la Iglesia (evitando los cargos de herejía contra Bonifacio VIII formulados por el rey Felipe IV). Sin embargo cuando un rey francés se enfrentaba a un papa débil, el papado hacía significativas concesiones al rey francés, como con el papa Urbano V, el más pro-francés. La base para ejercer tal presión se puede encontrar en el poderío político, bélico y económico de Francia a principios del siglo XIV que permitió a Felipe IV invertir su tiempo y recursos en convertir al papado en un vasallo de Francia. Una vez vasallo del rey Francés el papado no tenía la fuerza para recuperar su independencia política. El fin de esta situación se explica por las continuas victorias inglesas en la guerra de los cien años que debilitaron tanto al Reino Francés que permitieron la posibilidad de que el papa volviera a Roma. Una vez abierta la posibilidad fue crucial la insistente predicación de Santa Catalina de Siena que convenció al Papa Gregorio XI de volver a Roma en contra de los deseos del Papa de no abandonar Francia.

## Consecuencias
A la muerte de Gregorio XI, dieciséis de veintinueve cardenales se reunieron en cónclave en Roma para la elección de su sucesor. Presionados por el pueblo romano, que temía que al elegir un extranjero se llevaran de nuevo la Sede Pontificia fuera de Roma, eligieron al arzobispo de Bari, Bartolomeo de Prignano, quien tomó el nombre de Urbano VI. Descontentos por la elección y por la actitud recia del nuevo pontífice, un grupo de cardenales franceses, junto a los que habían permanecido en Aviñón, se reunieron en cónclave en esa ciudad, donde declararon nula la elección de Urbano VI y eligieron un nuevo papa, que en contraposición al papa de Roma en la historia de la Iglesia se le llama antipapa. El antipapa tomaría como residencia la ciudad de Aviñón, causando así formalmente lo que sería según los historiadores católicos el «Cisma de Occidente» (1378-1417) o, «la gran controversia de los antipapas» (también llamada «el segundo gran cisma» por algunos historiadores seculares y protestantes), cuando se crearon facciones dentro de la Iglesia Católica por su lealtad a los diversos aspirantes al papado. El Concilio de Constanza en 1417 resolvió definitivamente la controversia. Los antipapas de Aviñón fueron: Clemente VII (1378–1394) y Benedicto XIII (1394–1423). Este último expulsado de Aviñón en 1403.